# Fahim
Fahim (bra: A Chance de Fahim; prt: Fahim) é um filme francês de comédia dramática, dirigido por Pierre-François Martin-Laval, com elenco de Assad Ahmed e Gérard Depardieu. O filme é baseado no livro autobiográfico de Fahim Mohammad, Xavier Parmentier e Sophie Le Callennec.

## Elenco
- Assad Ahmed como Fahim Mohammad
- Gérard Depardieu como Sylvain Charpentier
- Isabelle Nanty como Mathilde
- Mizanur Rahaman como Nura
- Sarah Touffic Othman-Schmitt como Luna
- Victor Herroux como Louis
- Tiago Toubi como Max
- Alexandre Naud como Alex
- Pierre Gommé como Eliot
- Axel Keravec como Dufard
- Didier Flamand como Fressin
- Pierre-François Martin-Laval como Peroni